# Dodonaea multijuga
Dodonaea multijuga är en kinesträdsväxtart som beskrevs av George Don jr. Dodonaea multijuga ingår i släktet Dodonaea och familjen kinesträdsväxter. Inga underarter finns listade i Catalogue of Life.